# Aleja Legionów w Żywcu
Aleja Legionów (dawniej ulica Wojsk Ochrony Pogranicza) – aleja w Żywcu, w dzielnicy Śródmieście. Biegnie od ronda położonego nieopodal Placu Grunwaldzkiego skrzyżowania z Aleją Wolności w okolicy Miejskiego Centrum Kultury.
Główna część alei ma status drogi powiatowej.
Na terenie skweru między Aleją Legionów a Aleją Wolności 24 września 2006 roku, w 60. rocznicę uprowadzenia 167 żołnierzy NSZ dokonano odsłonięcia obelisku upamiętniającego to wydarzenie przez żywiecki oddział kombatantów NSZ.
Przy Alei Legionów 1 znajduje się Zbór Kościoła Wolnych Chrześcijan.

## Budynki zabytkowe
- Dom przy Al. Legionów 12 – murowany, wybudowany w 4 ćw. XIX wieku
- Dom przy Al. Legionów 17 – murowany, wybudowany ok. 1900 roku
- Dom przy Al. Legionów 19 – murowany, wybudowany ok. 1900 roku
- Dom przy Al. Legionów 37 – murowany, wybudowany ok. 1936 roku
- Dom przy Al. Legionów 39 – murowany, wybudowany w 1930 roku